# Olympique Lyonnais 1999-2000
Questa voce raccoglie le informazioni riguardanti l'Olympique Lyonnais nelle competizioni ufficiali della stagione 1999-2000.

## Maglie e sponsor
Lo sponsor tecnico per la stagione 1999-2000 è Adidas, mentre gli sponsor ufficiali sono Vedior e Pathé.
| Manica sinistra · Manica sinistra · Maglietta · Maglietta · Manica destra · Manica destra · Pantaloncini · Pantaloncini · Calzettoni · Calzettoni |

## Orgranigramma societario
Area direttiva
- Presidente: Jean-Michel Aulas

Area tecnica
- Allenatore: Bernard Lacombe
- Preparatore atletico: Robert Duverne

## Rosa
| N. |                    | Ruolo | Calciatore             |
| -- | ------------------ | ----- | ---------------------- |
| 1  | Francia (bandiera) | P     | Grégory Coupet         |
| 2  | Francia (bandiera) | D     | Jean-Christophe Devaux |
| 3  | Francia (bandiera) | D     | Patrice Carteron       |
| 4  | Francia (bandiera) | D     | Florent Laville        |
| 5  | Polonia (bandiera) | D     | Jacek Bąk              |
| 6  | Francia (bandiera) | C     | Philippe Violeau       |
| 7  | Francia (bandiera) | A     | Sidney Govou           |
| 8  | Francia (bandiera) | C     | Pierre Laigle          |
| 9  | Brasile (bandiera) | A     | Sonny Anderson         |
| 10 | Francia (bandiera) | C     | Vikash Dhorasoo        |
| 11 | Francia (bandiera) | A     | Tony Vairelles         |
| 12 | Francia (bandiera) | D     | Serge Blanc            |
| 13 | Francia (bandiera) | D     | Hubert Fournier        |

| N. |                    | Ruolo | Calciatore          |
| -- | ------------------ | ----- | ------------------- |
| 14 | Francia (bandiera) | A     | Alain Caveglia      |
| 15 | Francia (bandiera) | D     | Christophe Delmotte |
| 17 | Francia (bandiera) | D     | Jérémie Bréchet     |
| 19 | Francia (bandiera) | C     | Steed Malbranque    |
| 20 | Mali (bandiera)    | A     | Frédéric Kanouté    |
| 22 | Francia (bandiera) | C     | David Linarès       |
| 23 | Francia (bandiera) | P     | Sébastien Socié     |
| 24 | Francia (bandiera) | D     | Cédric Uras         |
| 25 | Francia (bandiera) | C     | David Helleybuck    |
| 27 | Francia (bandiera) | C     | Patrice Ouerdi      |
| 29 | Francia (bandiera) | A     | Roland Vieira       |
| 30 | Francia (bandiera) | P     | Angelo Hugues       |
| 33 | Francia (bandiera) | C     | Florent Balmont     |